# Lemairegisa concordens
Lemairegisa concordens är en fjärilsart som beskrevs av Dyar 1919. Lemairegisa concordens ingår i släktet Lemairegisa och familjen tandspinnare. Inga underarter finns listade i Catalogue of Life.